# Simon Krisztián
Simon Krisztián (Budapest, 1991. június 10. –) magyar válogatott labdarúgó. 2010-ben az MLSZ őt választotta meg a legjobb 19 éven aluli magyar labdarúgónak. Kölcsönben megfordult a holland Feyenoord csapatánál is.

## Pályafutása

### Az Újpestben

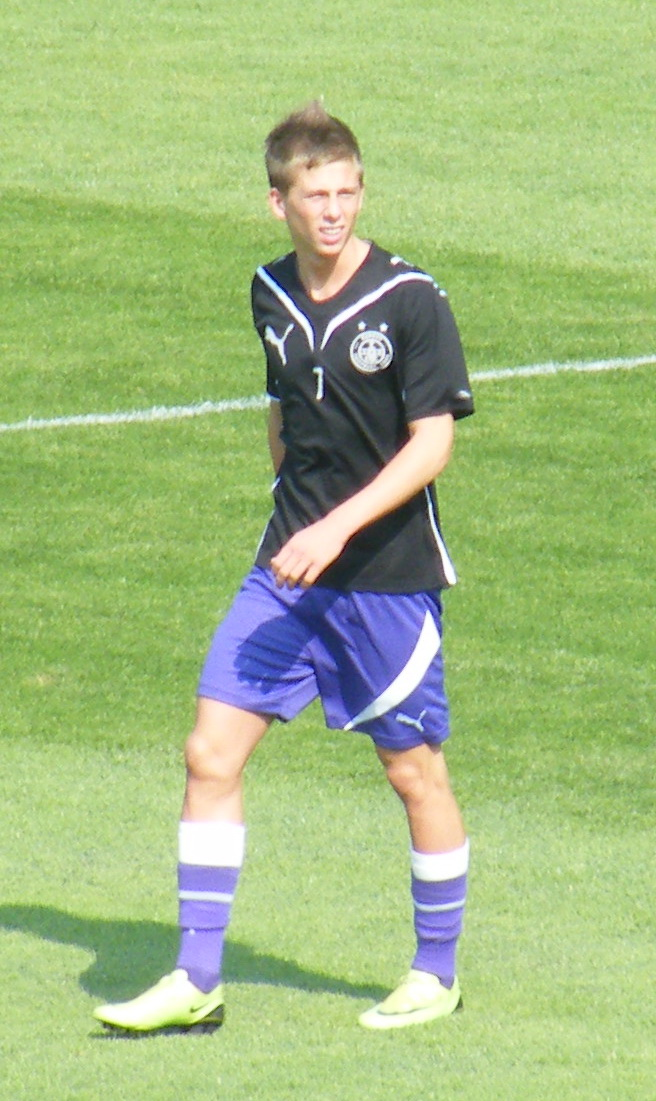
Krisztián az Újpest edzésén

2009. augusztus 12-én mutatkozott be az Újpest színeiben a magyar élvonalban a Zalaegerszeg elleni idegenben 4-1-re megnyert találkozón, a 89. percben állt be csereként. A szezon során több alkalommal nem lépett pályára az első csapatban. 2009 decemberében próbajátékon szerepelt a skót Celtic-nél. Télen kölcsönben szerepelt az angol Wolverhampton Wanderers FC-nél.

#### A Wolverhamptonban (kölcsönben)
2008 decemberében próbajátékon vett részt három társával az angol Wolverhampton Wanderers FC csapatánál. Edzőmérkőzésen pályára lépett a Wrexham ellen, rajta kívül Kurucz Péter, Lázár Bence és Üveges Szabolcs is szerepet kapott a találkozón, ahol a klub játékosa Rósa Dénes is jelen volt, a mérkőzés 1-1-es döntetlennel zárult. 2009-ben a Wolverhamptonhoz került 4 hónapra kölcsönben, miután a próbaidő alatt jó benyomást tett a szakmai stábra. Tétmérkőzésen nem szerepelt a klubnál. Szerződése lejárta után visszatért az Újpesthez.

### 2010–11-es szezon
2010. augusztus 1-jén lépett pályára első alkalommal a 2010/11-es szezonban a Győr elleni 0-0-s döntetlent hozó bajnokin. Ebben a hónapban alap emberre lett a liláknak. Szeptember 11-én a Ferencváros elleni rangadón kezdőként lépett pályára és a csapata 6-0-s sikerében nagy szerepet játszott. A mérkőzés első gólját szerezte meg fejjel, majd két gólpasszal vette még ki részét a rangadó megnyerésében. Október 15-én gólpasszt adott a Haladás ellen. Novemberben gólpasszt adott a Kecskemét és a Honvéd ellen, majd a Győr elleni 2-1-es vereséget hozó mérkőzésen csapata egyetlenegy gólját szerezte. Decemberben próbajátékon szerepelt a holland Feyenoord-nál.

### A Feyenoordban (kölcsönben)
2010. december vége felé 3 napig edzésen vett rész a hollandoknál. Mario Been a rotterdami klub edzője a Sparta Rotterdam elleni edzőmérkőzésen tesztelte tovább Krisztiánt, hogy érdemes-e szerződtetni. Az edzőmérkőzésen remek játékkal segítette a Feyenoordot a 4-2-es győzelemhez, két gólpasszt osztott ki, majd maga is feliratkozott a gólszerzők közzé. A mérkőzés után megkezdődtek a tárgyalások a két klub között. A tárgyalások sikeresek voltak és Krisztián félévre kölcsönbe került a holland klubhoz, majd a nyáron opciós joguk lesz a játékos szerződtetésére. Második felkészülési mérkőzésén az Ománi olimpiai válogatott ellen a 37. percben megszerezte a győztes gólt csapata számára. 2011. január 17-én Krisztián aláírta a szerződést, és egyúttal  2014. június 30-ig szerződést hosszabbított az Újpesttel. A tárgyalások közben a német TSG 1899 Hoffenheim is meg szerette volna szerezni a magyar játékost, az Újpest történetének legmagasabb kivásárlási összegét adta volna a német klub.
Január 19-én debütált kezdőként az Ajax Amsterdam elleni rangadón. Három nappal később szintén kezdőként lépett pályára a De Graafschap ellen 1-0-ra elvesztett hazai mérkőzésen. Egy héttel később a Twente ellen csak a mérkőzés végén cserélte be edzője, így csak 5 perc játék lehetőséget kapott. A kölcsön szerződés lejárta után a hollandok nem éltek az opciós jogukkal. 8 bajnokin lépett pályára, de gólt és gólpasszt nem jegyzett.

### 2011–12-es szezon
Miután visszatért Hollandiából, ismét az Újpesttel készült a következő szezonra. A Videoton szerette volna leigazolni őt és csapattárását, Lázár Bencét, de a Újpest nem vált meg a két fiatal játékostól.
Július 16-án már az 1. fordulóban pályára lépett a Lombard Pápa elleni 1-0-s hazai vereséget szenvedő mérkőzésen. A következő bajnokikon ismét alapemberré vált Újpesten. Augusztus 28-án a Debrecen elleni idegenbeli mérkőzésen gólt szerzett, de csapata így is kikapott 3-2-re. Szeptember 21-én a Magyar kupában a Vác ellen gólt szerzett, valamint három gólpasszt is adott, majd a mérkőzés emberének is megválasztották. Október 16-án hazai pályán gólt lőtt a Zalaegerszegnek a 4-2-re megnyert találkozón. November közepén az egyik edzésen rosszul lépett és talpcsonttörést szenvedett, így a 2011-es évének vége lett.
2012. március 16-án lépett bajnokin pályára sérülése után először a Kaposvár elleni hazai mérkőzésen. Április 1-jén a Debreceni VSC ellen gólpasszt adott Kabát Péternek a Loki ellen 5-1-re elvesztett hazai mérkőzésen. A hónap végén a Vasas SC ellen a 10. percben lábközépcsont törést szenvedett és véget ért a szezonja, ismét.

### 1860 München
2015. február 2-án Simon hároméves szerződést írt alá a Bundesliga 2-ben szereplő 1860 München csapatához. Az átigazolás előtt a müncheni klub vezetői kikérték egykori játékosuk, Király Gábor és Dárdai Pál véleményét is.
Simon a müncheni oroszlánok színeiben 2015. február 9-én mutatkozott be a Heidenheim elleni hazai 2-1-es vereség alkalmával, mikor Maximilian Witteket váltotta a 78- percben.
Első évében többször kimaradt a csapatból hiányos nyelvtudása és az ebből fakadó kommunikációs hiány miatt, valamint Torsten Fröhlinggel is többször összekülönbözött.
2015. március 3-án szerezte meg első gólját a Greuther Fürth elleni 3-0-ra megnyert bajnokin. November 1-jén a Duisburg elleni bajnokin egy fejelést követően rosszul fogott talajt és súlyos térdsérülést szenvedett. 2016 márciusában a rehabilitációs edzések közben újabb keresztszalag-szakadást szenvedett. 2017. május 9-én másfél éves kihagyást követően játszott újra a klub U21-es csapatában.

### Visszatérés Újpestre
2017. június 10-én hazatért újra az Újpest csapatához. Az igazolást a lila-fehér klub saját honlapján jelentette be. 2018 márciusában térdműtéten esett át, aminek következtében 6-8 hónapos kihagyás várt rá. 2024-ben egy évre hosszabbított az Újpesttel. 2025-ben visszavonult a profi labdarúgástól.

### A válogatottban
2009-ben mutatkozott be a magyar U19-es labdarúgó-válogatottban, ahol alapembernek számított. 2010 óta tagja a magyar U21-es válogatottnak. A montenegrói U21 ellen debütált. A felnőtt válogatottban 2014 júniusában mutatkozott be. 2014. június 7-én mutatkozott be a nemzeti csapatban, amikor Kazahsztán ellen Gyurcsó Ádámot váltotta a 78. percben.

## Statisztika

### A válogatottban
| Magyarország | Magyarország | Magyarország |
| Év           | Mérk.        | Gólok        |
| ------------ | ------------ | ------------ |
| 2014         | 4            | 0            |
| Összesen     | 4            | 0            |

### Mérkőzései a válogatottban
| Magyarország | Magyarország       | Magyarország                    | Magyarország | Magyarország | Magyarország | Magyarország | Magyarország | Magyarország |
| #            | Dátum              | Helyszín                        | Hazai        | Eredmény     | Vendég       | Kiírás       | Gólok        | Esemény      |
| ------------ | ------------------ | ------------------------------- | ------------ | ------------ | ------------ | ------------ | ------------ | ------------ |
| 1.           | 2014. június 7.    | Budapest, Puskás Ferenc Stadion | Magyarország | 3 – 0        | Kazahsztán   | barátságos   | -            | 78'          |
| 2.           | 2014. október 11.  | Bukarest, Nemzeti Stadion       | Románia      | 1 – 1        | Magyarország | Eb-selejtező | -            | 63'          |
| 3.           | 2014. október 14.  | Tórshavn, Tórsvøllur Stadion    | Feröer       | 0 – 1        | Magyarország | Eb-selejtező | -            |              |
| 4.           | 2014. november 14. | Budapest, Groupama Aréna        | Magyarország | 1 – 0        | Finnország   | Eb-selejtező | -            | 77'          |
|              | Összesen           |                                 |              | 4            | mérkőzés     |              | 0            | gól          |

## Sikerei, díjai

### Klubcsapatokban
Újpest
- Magyar kupagyőztes (3): 2014, 2018, 2021